# Sarah Marylou Brideau
Pour les articles homonymes, voir Brideau.
Sarah Marylou Brideau est une poète acadienne née en 1983. Elle est originaire de la péninsule acadienne et a vécu lors de son adolescence et à l'âge adulte à Moncton au Nouveau-Brunswick (Canada),. Elle demeure à Hillsborough au Nouveau-Brunswick.

## Biographie

### Enfance et formation
Sarah Marylou Brideau est originaire de Losier Settlement dans la Péninsule acadienne et a vécu son adolescence à Moncton,. Elle publie son premier recueil de poésie intitulé Romanichelle à 19 ans, puis son second recueil, Rues étrangères, avec la même maison d'édition de Moncton, les Éditions Perce-Neige. Elle étudie le français à l'Université Saint-Thomas à Fredericton,. En 2013, elle termine une maîtrise en littérature à l'Université McGill dont le titre du mémoire est «Gérald Leblanc et le micro-cosmopolitisme». 

### Carrière
En 2013, elle siège sur le conseil d'administration de la revue de création littéraire acadienne Ancrages, dans laquelle elle écrit aussi des textes. Sarah Marylou Brideau publie la même année son troisième recueil de poésie, intitulé «Cœurs nomades», cette fois aux Éditions Prise de parole à Sudbury en Ontario. Puis, elle achète la libraire Folio, située sur la rue Saint-George à Moncton, qui vend des livres d'occasion en anglais et en français. Malgré ses efforts pour trouver des acheteurs ou fonder un comité qui en ferait une librairie communautaire, elle ferme la librairie en 2016, la seule librairie de ce genre à Moncton à cette époque. 
Bien que sa poésie soit bien ancrée en Acadie, notamment à Moncton, les thématiques du voyage et de l'errance y sont omniprésentes. Elle a entre autres été inspirée par ses voyages en Europe et partout en Amérique.
Le quatrième recueil de poésie paraît en avril 2022 et s'intitule Les vents de Memramcook. Il traite notamment de contraste entre l'urbanité et la ruralité, et de sa relation à distance avec son mari, qui habitait à Montmartre en France alors qu'elle habitait à Memramcook au Nouveau-Brunswick, lors de l'écriture du recueil en 2014.

## Regards sur l'oeuvre
On dira à propos de ses premiers livres que «dans les deux recueils de Brideau on peut observer de près la transformation d'une jeune fille en poète». La poésie de Sarah Marylou Brideau sera incluse et discutée dans des ouvrages de référence sur la poésie acadienne,. On y discutera particulièrement de sa façon d'écrire des poèmes en français et en anglais, mais pas en chiac, puis d'intégrer un peu d'espagnol. 

## Œuvres

### Ouvrages de poésie
- Romanichelle, Éditions Perce-Neige, 2002

- Rues étrangères, Éditions Perce-Neige, 2005

- Cœurs nomades, Éditions Prise de parole, 2013
- Les vents de Memramcook, Éditions Perce-Neige, 2022

### Participation à des ouvrages collectifs de poésie
- Anthologie de la poésie des femmes en Acadie, sous la direction de Monika Boehringer, Éditions Perce-Neige, 2014[10]
- Ce qui existe entre nous, sous la direction de Sara Dignard, Les éditions du passage, 2018[11]